# Spiridon Brusina
 (septembre 2016).
Si vous disposez d'ouvrages ou d'articles de référence ou si vous connaissez des sites web de qualité traitant du thème abordé ici, merci de compléter l'article en donnant les références utiles à sa vérifiabilité et en les liant à la section « Notes et références ».
Spiridon (ou Špiro) Brusina est un zoologiste croate d'Autriche-Hongrie, né à Zadar le 11 décembre 1845 et décédé à Zagreb le 21 mai 1908. Il est considéré comme l'un des pères fondateurs de la biologie croate.
Après des études à Vienne, il devient professeur de zoologie à Zagreb et y dirige le musée zoologique à partir de 1876. Il a également été membre de l’Académie yougoslave des sciences et des arts (fondée en 1866, sans lien direct avec la future Yougoslavie). En 1885, il participe aussi à la fondation de la Société croate d'histoire naturelle.
Brusina s'est notamment intéressé aux fossiles et aux mollusques. On lui doit notamment une étude très complète concernant les mollusques de Dalmatie, de Slavonie et de Croatie centrale. Il a également beaucoup publié en matière d'ichtyologie, d'ornithologie, ainsi que sur les mammifères. Il est aussi l'auteur de la première grande étude scientifique consacrée à la faune de la mer Adriatique.
Brusina a régulièrement correspondu avec de nombreux zoologistes étrangers de renom et a participé à bon nombre de congrès internationaux. Il a également contribué à faire connaître les idées de Darwin sur l'évolution auprès des universitaires croates d'Autriche-Hongrie.

## Référence
- (hr) Cet article est partiellement ou en totalité issu de l’article de Wikipédia en croate intitulé « Spiridion Brusina » (voir la liste des auteurs).